# Irina Slucká
Irina Eduardovna Slucká, rusky Ирина Эдуардовна Слуцкая  ruská výslovnost) ( * 9. únor 1979, Moskva, SSSR, dnes Rusko) je bývalá ruská krasobruslařka. Je dvojnásobnou mistryní světa (2002, 2005), dvojnásobnou olympijskou medailistkou (2002 stříbro, 2006 bronz), sedminásobnou mistryní Evropy (1996, 1997, 2000, 2001, 2003, 2005, 2006), čtyřnásobnou vítězkou finále Grand Prix (2000, 2001, 2002, 2005) a čtyřnásobnou mistryní Ruska (2000, 2001, 2002, 2005). Během své kariéry získala celkem 40 zlatých, 21 stříbrných a 18 bronzových medailí. Vymyslela Biellmannovu piruetu s výměnou nohou. Jako první ruská krasobruslařka vyhrála titul mistryně Evropy. Je první ženou, která skočila kombinaci trojitý lutz s trojitým rittbergerem a první ženou, která skočila kombinaci trojitý salchow s trojitým rittbergerem a dvojitým toeloopem. Je též první ruskou sólovou krasobruslařkou, která vyhrála stříbrnou medaili na Zimních olympijských hrách a první (a jedinou) ženou, která vyhrála sedmkrát Mistrovství Evropy v krasobruslení.

## Osobní život
Irina Slucká se narodila v roce 1979 v hlavním městě Sovětského svazu Moskvě jako jediné dítě v rodině ruské matky a židovského otce. Její otec Eduard byl učitelem na moskevské střední škole a matka Natalia stavební inženýrkou. V multireligiózní rodině však byla vychovávána jako ruská pravoslavná křesťanka, což otevřeně dávala najevo i během soutěží přívěskem ve tvaru kříže, který nosila na krku.
Slucká byla v dětství často nemocná, proto ji jako čtyřletou kvůli zvýšení imunity přihlásili na krasobruslení do dětského skupiny sportovního klubu "Sokolniki".
V srpnu 1999 si po tříleté známosti vzala za muže dětského trenéra Sergeje Michejeva. V listopadu 2007 se jim narodil syn Arťom. V říjnu 2010 porodila dceru Varvaru, druhé dítě, po němž jako jedináček dlouho toužila.

## Kariéra

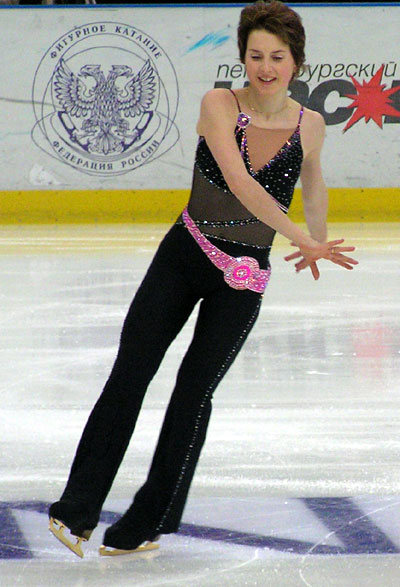
Slucká během soutěže v roce 2005

S krasobruslením začala ve věku čtyř let na podnět své matky. Od šesti let byla její trenérkou Žanna Fjodorovna Gromovová.
V roce 1996 se stala první ruskou sólovou krasobruslařkou, která získala titul mistryně Evropy a dokonce ho v následujícím roce dokázala i obhájit. Na Mistrovství světa 1996 získala bronz a o rok později obsadila konečné čtvrté místo.
Na Zimních olympijských hrách 1998 skončila pátá. O měsíc později jí už medailová pozice v konkurenci světové špičky neunikla - na Mistrovství světa 1998 získala stříbro.
Po úspěšných sezónách přišla špatná sezóna 1998/99, v níž nevyhrála žádnou soutěž a vynechala mistrovství Evropy i mistrovství světa. Dokonce zvažovala odchod ze soutěžního krasobruslení, ale nakonec se rozhodla pokračovat.
Podařil se jí úspěšný comeback na finálové soutěži série Grand Prix 2000. Skočila sedm čistých trojitých skoků, včetně dvou kombinací trojitých skoků a jako první žena skočila v soutěži kombinaci trojitý lutz s trojitým rittbergerem. O necelý měsíc později vyhrála svůj třetí evropský titul. Úspěšnou sezónu ukončila ziskem stříbrné medaile na Mistrovství světa 2000.
V roce 2001 na mistrovství světa jako první žena na světě předvedla kombinaci trojitý salchow s trojitým rittbergerem a dvojitým toeloopem a vyhrála stříbrnou medaili (navzdory této čisté kombinaci dopadla na dvě nohy při trojkombinaci trojitý lutz s trojitým rittbergerem a dvojitým toeloopem a měla problémy i při dalších dvou skocích.
Vyhrála stříbro i na Zimních olympijských hrách 2002 v americkém Salt Lake City a stala se tak druhou Ruskou v historii, která získala medaili v kategorii žen. Celá soutěž probíhala ve znamení souboje Slucké s americkou šampionkou Michelle Kwanovou. Po krátkém programu byly obě závodnice, jak se očekávalo, na prvních dvou místech (Slucká byla druhá). Slucká by musela vyhrát volnou jízdu, aby získala celkové vítězství. Volné jízdy však vyhrála Američanka Sarah Hughesová, Slucká skončila druhá, a to jí zajistilo stříbrnou medaili. Kwanová skončila třetí. Proti výsledkům soutěže podali zástupci ruské reprezentace protest, ten však byl zamítnut.
O měsíc později Slucká vyhrála Mistrovství světa 2002 v Naganu. Byla první ve všech částech soutěže - v kvalifikaci, krátkém programu i volné jízdě. Byl to její první titul mistryně světa.

### Nemoc a návrat
Slucká se rozhodla vynechat Mistrovství světa 2003 kvůli vážnému onemocnění své matky, které si vyžadovalo transplantaci ledvin. První transplantace byla neúspěšná, proto bylo nezbytné provést další. Zatímco matčin zdravotní stav se začal pomalu zlepšovat, její vlastní zdravotní stav se prudce zhoršil, trápila ji únava a otoky nohou. Absolvovala mnoho lékařských vyšetření v několika nemocnicích kvůli správné diagnostice nemoci. Lékaři jí doporučili opustit chladné prostředí zimních stadionů, což však odmítla. V roce 2004 navzdory zdravotním problémům skončila na mistrovství světa devátá.
Její onemocnění bylo nakonec diagnostikováno jako zánět cév (vasculitis). V roce 2005 se po dlouhém pobytu v nemocnici vrátila ke krasobruslení. Vyhrála Mistrovství Evropy 2005, čímž vyrovnala rekord v počtu evropských titulů, který dosud držely Katarina Wittová a Sonja Henieová. Na Mistrovství světa 2005 byla první po krátkém programu i ve volné jízdě a získala zlatou medaili. 19. ledna 2006 vyhrála mistrovství Evropy posedmé, čímž vytvořila nový rekord v počtu vítězství na evropském šampionátu v kategorii žen.
Na Zimních olympijských hrách 2006 v Turíně byla jednou z favoritek na zisk zlaté medaile. V průběžném pořadí byla na druhém místě po krátkém programu za Američankou Sashou Cohenovou. Ve volné jízdě spadla při trojitém Rittbergeru a skončila na bronzové příčce za Japonkou Šizukou Arakawovou (zlato) a Američankou Sashou Cohenovou (stříbro). Následující měsíc se pak nezúčastnila mistrovství světa.
V listopadu 2006 oznámila ukončení své soutěžní krasobruslařské kariéry. 10. dubna 2007 oznámila svůj úmysl vrátit se do Ruska ze Spojených států, a že se nezúčastní tour "Champions on Ice 2007", protože čeká s manželem Sergejem dítě. Uvedla, že se již nemůže dočkat mateřství a neplánuje se vrátit k soutěžnímu krasobruslení. "Nevidím žádný cíl," řekla. "Nevím, proč bych se měla vrátit, vždyť mám téměř všechny tituly, které se dají získat."

### Posportovní kariéra
Po porodu odstartovala svou kariéru v showbyznysu. Moderovala krasobruslařskou reality show na ruské televizní stanici Pervyj kanal: "Zviozdy na ledu" (Звёзды на льду) a "Lednikovyj period" (Ледниковый период). V první show byl jejím spolumoderátorem Jevgenij Pljuščenko, ve druhé herec Marat Bašarov.
V roce 2008 účinkovala v ruském televizním seriálu z krasobruslařského prostředí "Žarkij loď" (Жаркий лёд). V ruské verzi italské muzikálové show na ledě "Winx on Ice" ztvárnila hlavní roli. V listopadu 2008 účinkovala v show "Skate from the Heart". V roce 2009 jí uvedli do Mezinárodní židovské sportovní síně slávy.
V roce 2011 vystupovala v show olympijské šampionky Kim Ju-na "All That Skate Summer". V říjnu 2012 se zúčastnila prvního ročníku soutěže "Medal Winner 's Open" pro olympijské a světové medailisty. V ženské soutěži získala třetí místo.
Po ohlášení kandidatury ruského města Soči na pořádání Zimních olympijských her 2014 se stala jednou z oficiálních ambasadorek her.

## Programy
| Sezóna      | Krátký program                                                               | Volná jízda | Exhibice                                                                            |
| ----------- | ---------------------------------------------------------------------------- | --- | ----------------------------------------------------------------------------------- |
| 2005 - 2006 | - "Tanec smrti" hudba: Ferenc Liszt provedení: Maksim Mrvica                 | - "Mario Takes a Walk" hudba: Jesse Cook - "Rhumba" - "Flamenco" hudba: Didulia                                                                 | - "Se Many Things" hudba: Sarah Brightmanová                                        |
| 2004 - 2005 | - Balet č.. 5 (z baletu "Bolt") hudba: Dmitrij Šostakovič                    | - Chorvatská rapsodie hudba: Maksim Mrvica - Whisper From the Mirror hudba: Keiko Matsui - Wonderland hudba: Tonči Huljic úprava: Maksim Mrvica | - "It Must Have Been Love" - "Catwoman"                                             |
| 2003 - 2004 | - "Vysazení a Rondo capriccisio" hudba: Camille Saint-Saëns                  | - "Wonderland" hudba: Tonči Huljic |                                                                                     |
| 2002 - 2003 | - "Victory" hudba: Bond                                                      | - "La traviata" hudba: Giuseppe Verdi | - "Shine"                                                                           |
| 2001 - 2002 | - "Serenáda" hudba: Franz Schubert                                           | - "Tosca" hudba: Giacomo Puccini - Z opery "Samson a Dalila" hudba: Camille Saint-Saëns                                                         | - "Never Be the Same Again" - "Old Pop in an Oak" - "Cotton-Eyed Joe" hudba: Rednex |
| 2000 - 2001 | - "Culture" hudba: Chris Spheeris                                            | - "Schindlerův seznam" (soundtrack k filmu) hudba: John Williams - "Carmen" hudba: Georges Bizet - "Don Quixote" hudba: Ludwig Minkus           | - "Timeless"                                                                        |
| 1999 - 2000 | - "Appassionata" hudba: Rolf Løvland                                         | - "Carmen" hudba: Georges Bizet | - "Free Yourself"                                                                   |
| 1998 - 1999 | - Les Feuilles Mort (Autumn Leaves)                                          | - Ballet For Carolyn Carlson |                                                                                     |
| 1997 - 1998 | - "Les Feuilles Mort (Autumn Leaves)" - "Piano Waltz"                        | - "Ach, Nastasia" hudba: Ossipovov balalajkový orchestr - Ruský lidový tanec                                                                    | - "Gauglione"                                                                       |
| 1996 - 1997 | - "Il Bel Canto" (z "The Phantom of the Opera on Ice") hudba: Roberto Danova | - "Overture (Dance of the Four Muses)" (z "The Phantom of Opera the on Ice") hudba: Roberto Danova                                              | - "Tico Tico" - "Kalinka"                                                           |
| 1995 - 1996 | - "Aguas De Invierno" hudba: Raúl di Blasio z CD alba "Barroco"              | - "Broadway show tunes" | - "New York, New York"                                                              |
| 1994 - 1995 | - "Fantaisie-Impromptu" hudba: Frédéric Chopin                               | - "The Heart of Budapest" - Čardáš - Heir Kati hudba: Vidor, Monti, Hubay                                                                       |                                                                                     |
| 1993 - 1994 |                                                                              | |                                                                                     |

## Přehled výsledků
| Výsledky                                                      | Výsledky            | Výsledky            | Výsledky            | Výsledky            | Výsledky            | Výsledky            | Výsledky            | Výsledky            | Výsledky            | Výsledky            | Výsledky            | Výsledky            | Výsledky            | Výsledky            |
| Mezinárodní soutěže                                           | Mezinárodní soutěže | Mezinárodní soutěže | Mezinárodní soutěže | Mezinárodní soutěže | Mezinárodní soutěže | Mezinárodní soutěže | Mezinárodní soutěže | Mezinárodní soutěže | Mezinárodní soutěže | Mezinárodní soutěže | Mezinárodní soutěže | Mezinárodní soutěže | Mezinárodní soutěže | Mezinárodní soutěže |
| Akce                                                          | 1992 - 93           | 1993 - 94           | 1994 - 95           | 1995 - 96           | 1996 - 97           | 1997 - 98           | 1998 - 99           | 1999 - 00           | 2000 - 01           | 2001 - 02           | 2002 - 03           | 2003 - 04           | 2004 - 05           | 2005 - 06           |
| ------------------------------------------------------------- | ------------------- | ------------------- | ------------------- | ------------------- | ------------------- | ------------------- | ------------------- | ------------------- | ------------------- | ------------------- | ------------------- | ------------------- | ------------------- | ------------------- |
| zimní olympijské hry                                          |                     |                     |                     |                     |                     | 5                   |                     |                     |                     | 2                   |                     |                     |                     | 3                   |
| Mistrovství světa                                             |                     |                     | 7                   | 3                   | 4                   | 2                   |                     | 2                   | 2                   | 1                   | WD                  | 9                   | 1                   |                     |
| Mistrovství Evropy                                            |                     |                     | 5                   | 1                   | 1                   | 2                   |                     | 1                   | 1                   | 2                   | 1                   | WD                  | 1                   | 1                   |
| Finále Grand Prix                                             |                     |                     |                     | 2                   | 3                   | 4                   | 3                   | 1                   | 1                   | 1                   | 2                   |                     | 1                   | 2                   |
| GP Cup of China                                               |                     |                     |                     |                     |                     |                     |                     |                     |                     |                     |                     |                     | 1                   | 1                   |
| GP Cup of Russia                                              |                     |                     |                     |                     | 1                   | 1                   | 3                   | 1                   | 1                   | 1                   | 3                   |                     | 1                   | 1                   |
| GP Trophée Eric Bompard                                       |                     |                     |                     | 4                   |                     |                     |                     |                     |                     |                     |                     |                     |                     |                     |
| GP Bofrost Cup on Ice                                         |                     |                     |                     |                     | 1                   | 2                   |                     | 3                   |                     |                     |                     |                     |                     |                     |
| GP NHK Trophy                                                 |                     |                     |                     |                     |                     |                     | 2                   |                     | 1                   |                     | 2                   |                     |                     |                     |
| GP Skate America                                              |                     |                     | 3                   | 3                   |                     |                     |                     |                     |                     |                     |                     |                     |                     |                     |
| GP Skate Canada                                               |                     |                     |                     |                     | 1                   | 3                   |                     |                     | 1                   | 2                   |                     |                     |                     |                     |
| Hry dobré vůle                                                |                     |                     | 6                   |                     |                     | 5                   |                     |                     | 1                   |                     |                     |                     |                     |                     |
| Finlandia Trophy                                              |                     |                     |                     |                     |                     | 1                   |                     |                     |                     |                     |                     |                     |                     |                     |
| Nebelhorn Trophy                                              |                     | 1                   | 1                   |                     |                     |                     |                     |                     |                     |                     |                     |                     |                     |                     |
| Zimní univerziáda                                             |                     |                     |                     |                     |                     |                     | 2                   |                     |                     |                     |                     |                     |                     |                     |
| Mezinárodní juniorské soutěže                                 |                     |                     |                     |                     |                     |                     |                     |                     |                     |                     |                     |                     |                     |                     |
| MS juniorů                                                    | 8                   | 3                   | 1                   |                     |                     |                     |                     |                     |                     |                     |                     |                     |                     |                     |
| Národní soutěže                                               |                     |                     |                     |                     |                     |                     |                     |                     |                     |                     |                     |                     |                     |                     |
| Mistrovství Ruska                                             |                     | 3                   | 3                   | 2                   | 3                   | 4                   | 4                   | 1                   | 1                   | 1                   | 2                   | WD                  | 1                   |                     |
| Mistrovství Ruska juniorů                                     |                     | 1                   |                     |                     |                     |                     |                     |                     |                     |                     |                     |                     |                     |                     |
| GP Grand Prix = (Champions Series 1995-1997); WD = odstoupila |                     |                     |                     |                     |                     |                     |                     |                     |                     |                     |                     |                     |                     |                     |